# Guillaume d'Estouteville
Guillaume d'Estouteville (asi 1403/1412 Normandské vévodství – 22. ledna 1483 Řím) byl francouzský římskokatolický šlechtic, duchovní, arcibiskup rouenský, primas Normandie a kardinál. Zastával postupně značné množství církevních úřadů, některé z nich současně. Byl biskupem nebo administrátorem postupně sedmi biskupství a jednoho arcibiskupství, byly mu uděleny celkem čtyři různé kardinálské tituly. V rámci biskupské genealogie je jeho linie apoštolské posloupnosti nejstarší písemně doložitelná, jejíž příslušníci žijí.

## Život
Guillaume se narodil jako druhorozený syn asi ve Valmontu nebo v Estouteville-Écalles v Normandském vévodství do rodiny d'Estouteville, patřící ke staré francouzské šlechtě. Jeho otec Jean d'Estouteville, pán z Vallemontu a Velký komoří Francie, byl zajat ve válce a strávil 20 let v zajetí. Jeho matka byla Marguerite d'Harcourt. Guillauma vychovával strýc stejného jména, který byl biskupem v Évreux.
Ačkoli byl Guillaume d'Estouteville významnou osobností své doby, nedochovaly se o něm kompletní věrohodné informace. Od 17. století byly publikovány mylné domněnky, že byl benediktinským mnichem. Do kláštera měl vstoupit v Paříži a následně se stát tamním představeným. Podle později nalezených dokumentů byl Guillaume v roce 1471 jmenován opatem-komendátorem převorství Saint-Martin-des-Champs a nebyl členem řádu. Dále spravoval in commendam kláštery Mont-Saint-Michel (1444–1483), Saint-Ouen de Rouen a klášter s obcí Montebourg.
V lednu 1439 zemřel angerský biskup Hardouin du Brueil. Guillaume d'Estouteville měl o místo angerského biskupa zájem a vypravil se přímo k papeži Evženovi IV. do Říma. Ten jej jmenoval angerským biskupem a vydal mu jmenovací bulu s datem 20. února. Ve Francii však došlo 27. února ke zvolení jiného biskupa Jeana I. Michela, který byl potvrzen generálním vikářem arcibiskupa-metropolity z Tours i králem. Guillaume prezentoval papežskou bulu, tak však byla zpochybňována. Protože mu nebylo umožněno se ujmout biskupství v Angers, byl jmenován apoštolským administrátorem mirepoixské diecéze. Ačkoli v Mirepoix nikdy nebyl, podržel si po dobu jednoho roku příjem z tamního beneficia. V září 1439 byl jmenován sídelním biskupem digneské diecéze. Následně byl 8. ledna 1440 kreován kardinálem s titulem kardinál-kněz ze San Martino ai Monti. Na biskupa byl vysvěcen 10. ledna 1440, jeho světitelé však nejsou známi.
V roce 1441 se stal apoštolským administrátorem nîmeské diecéze, v roce 1444 také bézierské diecéze. Zároveň vykonával i úřad sídelního biskupa v Digne. Na ten rezignoval v roce 1445, o dva roky později rezignoval i na správu bézierského biskupství a formálně i angerského, které však doopravdy nikdy nespravoval. Roku 1450 rezignoval i na úřad administrátora nîmeské diecéze a byl jmenován administrátorem lodèvské diecéze
Roku 1452 byl znovu otevřen případ Jany z Arku, která byla odsouzena k smrti na základě falešných obvinění. Případ byl prozkoumáván v církevní i světské rovině a skončil zrušením rozsudku a rehabilitací Jany i díky přispění kardinála d’Estouteville.
V lednu 1453 byl jmenován biskupem saintjeandemauriennské diecéze a v dubnu téhož roku byl jmenován arcibiskupem rouenským. Papež Kalixt III. vytvořil titul normandského primase pro rouenského arcibiskupa bulou 22. května 1457, Guillaume d'Estouteville se tak stal prvním nositelem tohoto čestného titulu.
Roku 1455 byl jmenován kardinálem-biskupem Porto-Santa Rufina. V roce 1459 mu byl kardinálský titul změněn na kardinál-kněz ze Santa Pudenziana a byl ještě jednou změněn 26. října 1461 na kardinál-biskup z Ostie. Kardinál d'Estouteville zemřel v roce 1483.

## Biskupská genealogie
Linie d'Estouteville byla v minulosti známa jako Linie della Rovere, protože dlouhou dobu prvním známým členem této posloupnosti byl papež Sixtus IV., rodným jménem Francesco della Rovere a až daleko později bylo zjištěno, že byl vysvěcen kardinálem d'Estouteville. V roce 2017 došlo k významnému rožšíření této linie, jelikož byl zjištěn světitel arcibiskupa Francesca Ravizzy (1616-1675) kardinál Corsini z této linie. Tímto se linie Ravizza stala součástí linie d'Estouteville. K lini d'Estouteville patří např. arcibiskup pařížský Laurent Ulrich, arcibiskup dijonský Antoine Hérouard, emeritní arcibiskup tourský Bernard-Nicolas Aubertin a asi 50 dalších biskupů.